# Ultrakrepidarianizm
Ultrakrepidarianizm – zachowanie polegające na wyrażaniu opinii i rad w sprawach pozostających poza obszarem wiedzy danej osoby.
Ultrakrepidarianie to ludzie, wypowiadający się na dany temat bez posiadania o nim wystarczającego pojęcia; ignoranci, dyletanci, amatorzy, nieprofesjonaliści.
Termin ultrakrepidarianizm użyty został publicznie w roku 1819 przez eseistę Williama Hazlitta w liście otwartym do Williama Gifforda, redaktora pisma Quarterly Review: You have been well called an Ultra-Crepidarian critic. Cztery lata później termin został wykorzystany ponownie w satyrze Ultra-Crepidarius: a Satire on William Gifford napisanej przez przyjaciela Hazlitta, Leigha Hunta.
Termin ten wywodzi się ze słynnego komentarza, który miał rzekomo wypowiedzieć grecki artysta Apelles do szewca, który pozwolił sobie na krytykę jego malarstwa. Łacińskie wyrażenie Sutor, ne ultra crepidam, użyte przez Pliniusza, a później zmienione przez innych pisarzy łacińskich na Ne ultra crepidam iudicaret, może oznaczać, że szewc nie powinien oceniać nic poza sandałem (przedstawionym na obrazie). To znaczy, krytycy powinni komentować tylko rzeczy, na których się znają.